# Iwona Bielska
Iwona Bielska, właśc. Iwona Bielska-Grabowska (ur. 7 września 1952 w Łodzi) – polska aktorka filmowa i teatralna.

## Kariera zawodowa

### Teatr
Po ukończeniu XXVIII LO w Łodzi rozpoczęła studia na Wydziale Polonistyki Uniwersytetu Łódzkiego, które po dwóch latach przerwała. Zdawała do łódzkiej Państwowej Wyższej Szkoły Filmowej, Telewizyjnej i Teatralnej im. Leona Schillera, ale nie dostała się. Jako przyczynę podano tembr głosu. Studiowała w krakowskiej Państwowej Wyższej Szkole Teatralnej, którą ukończyła w 1977 roku. Debiutowała w tym samym roku na deskach Teatru im. Juliusza Słowackiego, grając Hankę w Moralności Pani Dulskiej, związana była z tą sceną przez siedem lat. Przez kolejne sezony często zmieniała miejsca pracy, grała w teatrze STU w Krakowie, Rozmaitości w Warszawie oraz w Nowym w Łodzi. W Teatrze Nowym zagrała jedną ze swoich największych ról, wcieliła się w postać królowej Elżbiety w Królowej i Szekspirze, sztuka ta była grana również w Teatrze STU i Iwona Bielska chętnie do niej wracała. Otrzymała za tę rolę łódzką „Złotą Maskę” (Kraków 1997, Łódź 2000), nagrodę na XL Kaliskich Spotkaniach Teatralnych i „nagrodę Ludwika” w Krakowie. W 1996 powróciła do Teatru im. Juliusza Słowackiego, aby po sześciu latach przejść do Starego Teatru. Gościnnie występuje w warszawskim Teatrze IMKA. W 2010 roku zagrała żonę Makbeta w spektaklu telewizyjnym Makbet.

### Film
Jej filmowym debiutem miała być rola Marty w Na srebrnym globie Andrzeja Żuławskiego, do którego zdjęcia rozpoczęto w 1976 roku, lecz produkcja została przerwana i ostatecznie weszła na ekrany w 1989. Z tego powodu pierwszym filmem z jej udziałem, który wszedł na ekrany były Znaki zodiaku w reżyserii Gerarda Zalewskiego. Szczyt jej kariery filmowej obejmował pierwszą połowę lat 80. XX wieku, biorąc pod uwagę jej urodę, aparycję i talent aktorski obsadzano ją w głównych rolach takich obrazów jak Próba ognia i wody, Ćma, Grzechy dzieciństwa, Okno, Wilczyca i in. Później skupiła się na grze scenicznej, powracając na ekrany w Pułkowniku Kwiatkowskim Kazimierza Kutza. Cztery lata później pojawiła się w epizodycznej roli w filmie Jak narkotyk, a w 2000 w Wyroku na Franciszka Kłosa. W tym samym roku po raz pierwszy zagrała w serialu telewizyjnym Adam i Ewa. W 2004 wystąpiła w Weselu w reżyserii Wojciecha Smarzowskiego, za którą otrzymała Polską Nagrodę Filmową, czyli Orła. Talent aktorski pozwala Bielskiej grać postacie o skrajnie różnych osobowościach, dzięki czemu jest chętnie zapraszana do gościnnego uczestniczenia w telenowelach i serialach m.in. Niania, Hela w opałach i Magda M. Od 2011 grała w serialu Przepis na życie, wystąpiła też w serialu Aida, a w 2014 w serialu Baron24.

## Życie prywatne
Urodziła się na łódzkich Bałutach, w rodzinie fotografików. Jej mężem jest aktor Mikołaj Grabowski, mają syna Michała. Mieszka z rodziną w Rudnie, w województwie małopolskim, koło ruin zamku Tenczyn.
W młodości uprawiała wyczynowo siatkówkę, reprezentując barwy ŁKS Łódź grała w I i II lidze, a w szczytowym momencie w reprezentacji Polski. W 2017 nagrodzona medalem Kalos Kagathos.

## Filmografia
- 1978: Znaki zodiaku jako Magda
- 1978: Próba ognia i wody jako Krystyna
- 1979: Ród Gąsieniców jako Kacka (odc. 3 i 4)
- 1979: Gazda z Diabelnej jako Magda
- 1980: Grzechy dzieciństwa jako hrabina
- 1980: Ćma jako Justyna
- 1981: W obronie własnej jako Monika
- 1981: Pogotowie przyjedzie jako dr Krystyna Rudzka
- 1981: Okno jako Basia
- 1982: Wilczyca − jako
  - Maryna Wosińska
  - hrabina Julia
- 1982: Promień
- 1983: Złe dobrego początki... jako pani Halszka
- 1983: Dolina szczęścia jako Basia Głowacka
- 1985: Przyłbice i kaptury jako Vera Vogelweder (odc. 3, 4, 9)
- 1987: Na srebrnym globie jako Marta
- 1989: Co lubią tygrysy jako prostytutka Cynthia
- 1995: Pułkownik Kwiatkowski jako Blondyna
- 1996: Miejsce zbrodni (Tatort) jako żona Jana (odc. 349: Podróż do śmierci; niem. Die Reise in den Tod)
- 1997: Musisz żyć jako Maria
- 1999: Jak narkotyk jako ciotka Anny
- 1999: 4 w 1 jako Gosia
- 2000: Wyrok na Franciszka Kłosa jako Sroczyna
- 2000: Bajland jako pani Plater
- 2001: Adam i Ewa  jako Renata Kłos-Kamieńska
- 2003: Koniec wakacji jako sprzedawczyni
- 2004: Wesele jako Eluśka Wojnarowa
- 2004: Atrakcyjny pozna panią… jako Balbinka
- 2006–2009: Niania jako Janina Rożen, ciotka Frani (odc. 48, 73, 96, 123 i 134)
- 2006: Magda M. jako Krystyna Zader (odc. 19 i 28)
- 2007: Hela w opałach jako Irena, matka Heli (odc. 19)
- 2010: Śniadanie do łóżka jako matka Bartka
- 2010: Chrzest jako matka Magdy
- 2011: Uwikłanie jako kobieta Mamcarza
- 2011: Aida jako Kalina Misztal
- 2011–2013: Przepis na życie jako Wanda
- 2012: Ścinki jako Marta
- 2012: Wszystkie kobiety Mateusza jako Wiktoria Kokoszka
- 2012, 2014–2015, 2025: Krew z krwi jako Anna Rota, matka Carmen
- 2013: Wałęsa. Człowiek z nadziei jako Ilona, sąsiadka Wałęsów
- 2014: Pod Mocnym Aniołem jako królowa Kentu
- 2014: Baron24 jako Teresa Babicka, matka Sylwii
- 2015: Ziarno prawdy jako prokurator Maria Miszczyk
- 2015: Disco polo jako babcia „Rudego”
- 2015: Córki dancingu – Szatniarka Rajstopa
- od 2016: Na dobre i na złe jako Lilka, matka Artura Barta
- 2016: No panic, with a hint of hysteria jako gospodyni plebana
- 2017: Sztuka kochania. Historia Michaliny Wisłockiej jako matka Stacha
- 2017: Druga szansa  jako Halina Panterka, sąsiadka Piotra
- 2018: Twarz jako matka Dagmary
- 2018: Plagi Breslau jako lekarka ostatniego kontaktu
- 2018: Kler  jako pielęgniarka Kaczorowska
- 2018: Botoks jako Grażyna Brzyska, matka Marka
- 2019: Polityka jako Krystyna Pawłowicz
- 2019: Stulecie Winnych jako akuszerka Karwasiowa
- 2019: My name is Sara jako Galia Iwanienko
- 2021: Druga połowa jako pielęgniarka Halina
- 2023: Masz ci los! jako Leokadia Iwańska, sąsiadka Józefa
- 2023: Klara jako Ala Kozłowska, matka Klary
- 2024: Treasure jako tłumaczka Zofia